# Юй Бинь
Юй Бинь (кит. упр. 俞斌, пиньинь Yú Bīn, род. 16 апреля 1967) — китайский профессиональный игрок 9 дана по го, обладатель нескольких китайских титулов го, тренер женской и мужской сборных Китая по го.

## Биография
Юй Бинь получил разряд первого профессионального дана по го в 1985 году и достиг 9 дана в 1991. В 90х годах вместе с другим го-профессионалом Цзяном Чжуцзю разработал компьютерную программу для тренировок по го и определения уровня силы игроков в го. С 2007 по 2009 годы тренировал женскую национальную сборную Китая по го. В 2009-м перешёл на пост тренера в мужскую сборную.

## Титулы
Юй Бинь занимает 7 место по количеству завоёванных титулов го в Китае.
| Титул                | Год        |
| -------------------- | ---------- |
| Китай                | 4          |
| Кубок Ahan Tongshan  | 2002       |
| Кубок New Sports Cup | 1987, 1992 |
| Кубок Lanke          | 2006       |
| Ранее существовавшие | 3          |
| Циван                | 2000, 2001 |
| Цишэн                | 2001       |
| Континентальные      | 2          |
| Кубок Asian TV       | 1997, 2004 |
| Международные        | 1          |
| Кубок LG             | 2000       |
| Всего                | 10         |

Участвовал в финале розыгрыша
| Титул                     | Год                   |
| ------------------------- | --------------------- |
| Китай                     | 13                    |
| Минжэнь                   | 1988, 1990, 2005      |
| Кубок CCTV                | 1997, 2004            |
| Национальное первенство   | 1991, 1993—1996, 1998 |
| Кубок New Sports          | 1988, 1989            |
| Ранее существовавшие      | 3                     |
| Циван                     | 1994                  |
| Кубок Lebaishi            | 2002                  |
| Кубок Yongda              | 2002                  |
| Континентальные           | 1                     |
| Кубок Agon (Япония-Китай) | 2003                  |
| Международные             | 1                     |
| Кубок LG                  | 2005                  |
| Всего                     | 18                    |